# جون بيرسون (مصور)
جون بيرسون (بالسويدية: Johan Persson)‏ هو مصور سويدي، ولد في 3 مارس 1982.